# Betain
Betain (von lateinisch beta = Rübe, Bete) ist ein Oxidationsprodukt des Cholins. Betain ist eine Ammoniumverbindung mit drei Methylgruppen und ist bei Transmethylierungsprozessen im Organismus neben S‑Adenosylmethionin ein wichtiger Methylgruppendonator, unter anderem zur Biosynthese von Kreatin, Methionin, Lecithin und Carnitin.
Es ist ein Derivat der Aminosäure Glycin.
Ähnliche zwitterionische Verbindungen werden unter der Gruppenbezeichnung Betaine zusammengefasst. Aminosäuren liegen am isoelektrischen Punkt als Zwitterionen (innere Salze) vor.

## Vorkommen

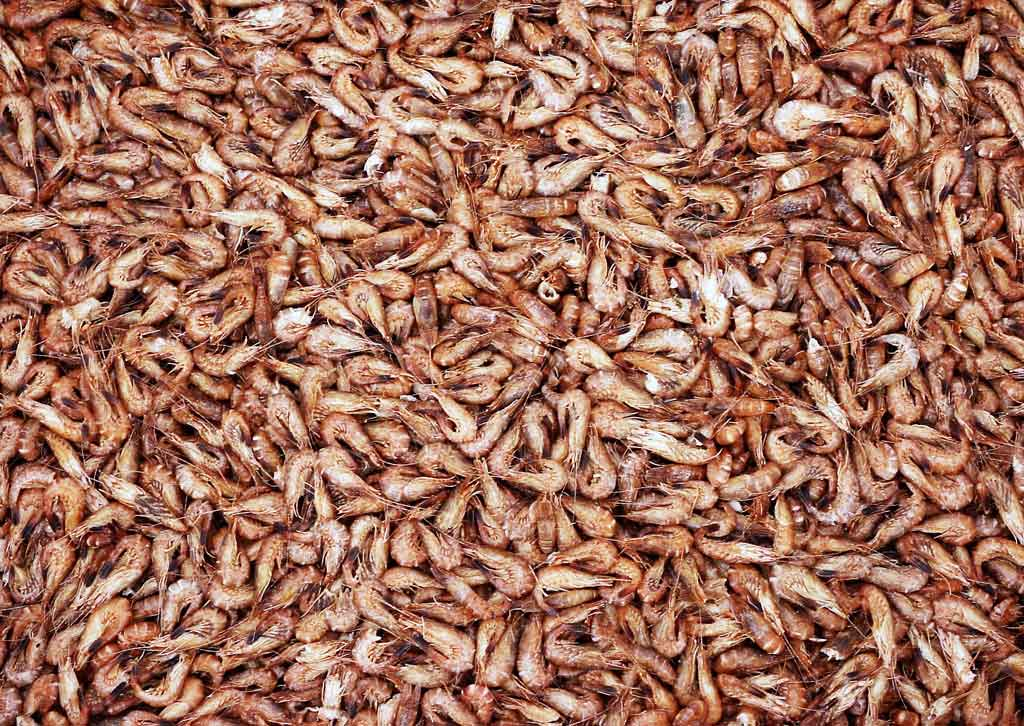
Nach dem Fang gekochte Garnelen aus der Nordsee.

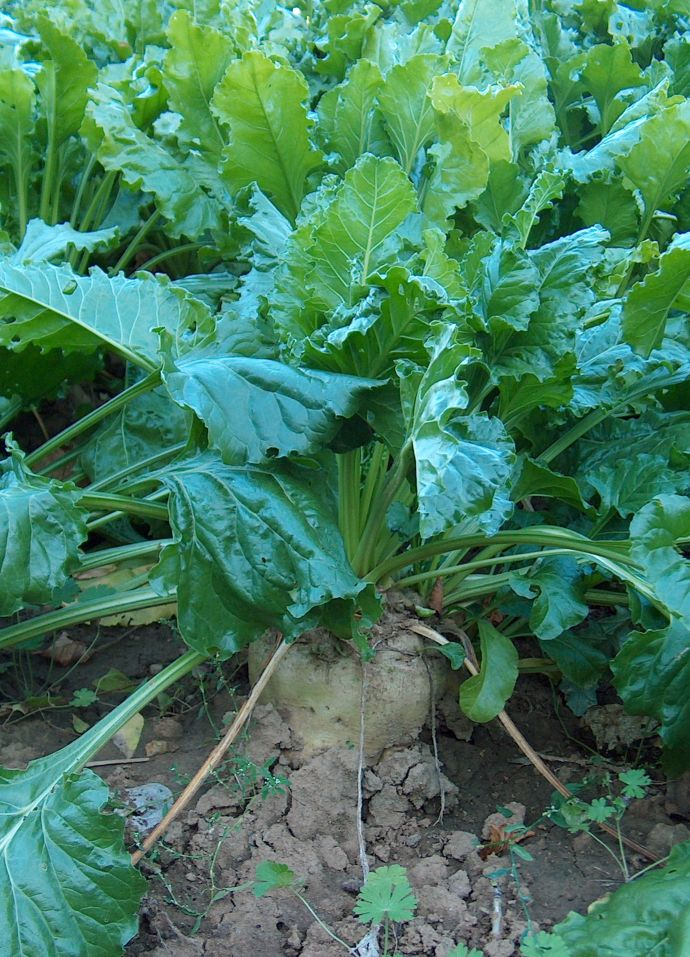
Zuckerrübe [Beta vulgaris subsp. vulgaris (Altissima-Gruppe)].

Man findet Betain in vielen Pflanzenteilen (Broccoli, Spinat) und Rübenzucker-Melasse, darüber hinaus in Miesmuscheln, Extrakten aus Krabben sowie in Dornhaimuskeln. Der Name Betain leitet sich vom Vorkommen der Verbindung in der Zuckerrübe bzw. Rote Beete (lat. Beta vulgaris) ab. Betain lässt sich als Nebenprodukt der Zuckerherstellung gewinnen. Es kommt in halophilen Organismen vor, die es anreichern können, um ihren Wasserverlust zu begrenzen. Bei Betain (in diesem Zusammenhang wird meistens die Bezeichnung Glycinbetain verwendet) handelt es sich um ein kompatibles Solut aus der Gruppe der zwitterionischen Solute.

## Betaingehalt in Nahrungsmitteln
| Produkt                            | Betain [mg/100 g] |
| ---------------------------------- | ----------------- |
| Quinoa roh                         | 630               |
| Weißer Gänsefuß                    | 330               |
| Rote Bete, konserviert, abgetropft | 250               |
| Roggen                             | 150               |
| Spinat                             | 100               |
| Weizen                             | 70                |
| Süßkartoffel                       | 35                |
| Rindfleisch                        | 15–35             |
| Hühnerleber                        | 15                |
| Pilze                              | 10                |

## Herstellung
Betain wird mittels Extraktion aus Rübenzuckermelasse gewonnen. Ferner ist es synthetisch durch nukleophile Substitution von Chloressigsäure mit Trimethylamin zugänglich. Weltweit bestehen drei Kristallisationsanlagen zur Herstellung. Die jüngste Anlage ging in Tulln an der Donau im Jahr 2020 in Betrieb.

## Verwendung
Betain wird zur Herstellung von milden Tensiden in Kosmetikprodukten verwendet.

### Gesundheitsbezogene Verwendung
Zusammen mit den Vitaminen Folsäure, Vitamin B6 und Vitamin B12 soll Betain in der Lage sein, erhöhte Homocystein-Werte im menschlichen Blut zu senken.
Arzneilich wird Betain zur unterstützenden Behandlung der selten auftretenden Homocystinurie, einer angeborenen Stoffwechselstörung, verwendet.
Im Rahmen einer Studie an Radsportlern hat eine tägliche Einnahme von 2,5 g Betain zu einer durchschnittlichen Leistungssteigerung von 3,3 % geführt.

## Handelsnamen
Betain ist in Deutschland als Fertigarzneimittel unter dem Namen Cystadane® im Handel.